# 沙尔瓦涅河
沙尔瓦涅河（法語：Chalvagne，法語發音：[ʃalvaɲ]）是法国普罗旺斯-阿尔卑斯-蓝色海岸大区上普罗旺斯阿尔卑斯省的河流，是瓦尔河的右支流，长15.1千米，发源自瓦勒德沙尔瓦涅，于昂特勒沃流入瓦尔河。